# Tatort: Rendezvous
Rendezvous ist ein Fernsehfilm aus der Krimireihe Tatort. Die Folge wurde vom Südwestfunk unter der Regie von Martin Gies produziert und erstmals am 4. Juni 1990 im Deutschen Fernsehen ausgestrahlt. Es ist die 231. Folge des Tatorts und zweite Folge mit der Ludwigshafener Ermittlerin Lena Odenthal.

## Handlung
In Ludwigshafen werden kurz hintereinander zwei wohlhabende Männer in ihren Wohnungen umgebracht und beraubt. Allem Anschein nach hatten beide zuletzt ein Rendezvous mit einer Frau. Die
Kommissarin Lena Odenthal wird mit den Mordfällen betraut und ist nun auf der Suche nach der Unbekannten. Schon bald stößt sie auf die achtzehnjährige Vicky, die in der kleinen Tankstelle ihres Stiefvaters mitarbeitet. Odenthal observiert sie und bemerkt so, wie sie sich nach Arbeitsschluss zu einer verführerischen Frau aufstylt und Clubs und Diskotheken aufsucht, in denen nachweislich auch die beiden Opfer häufig verkehrten. Odenthal spricht sie dort an und erklärt ihr, dass sie die Männer gekannt haben muss, was sie jedoch leugnet. Ein möglicher Zeuge, der Vicky aus der Wohnung des letzten Opfers hatte kommen sehen, kann von ihr als unglaubwürdig hingestellt werden. So muss Odenthal weiter nach stichhaltigen Beweisen suchen oder Vicky zu einem Geständnis bewegen. Sie ist sich sicher, dass es einen Komplizen gibt, da das Mädchen allein nicht die körperliche Kraft für die Taten gehabt haben kann. Daher observiert sie sie weiter und folgt ihr spät in der Nacht bis zu einer abgelegenen Hütte, wo sich Vicky mit ihrem Freund Daniel trifft. Als sie die beiden festnehmen will, sind sie jedoch verschwunden. Bei der Suche nach ihnen kann sie in dem Versteck Diebesgut entdecken und hat nun endlich Beweise gegen Vicky in der Hand.
Odenthal findet heraus, dass Vicky zusammen mit Daniel nach New York auswandern und sich dafür eine Million D-Mark als Startkapital beschaffen wollte. Während sie reiche Männer ausgewählt und sich von ihnen mit in ihre Wohnung hat nehmen lassen, hat Daniel die Männer umgebracht, nachdem Vicky ihm heimlich die Tür geöffnet hatte.
Vicky will um jeden Preis, dass Daniel die Kommissarin aus dem Weg räumt, da sie die einzige ist, die sie nach wie vor für die Täterin hält. Daher versucht sie auch Odenthal mit einem ähnlichen Trick hereinzulegen wie die Männer zuvor. Doch der Plan misslingt und auf der Flucht vor der Kommissarin verunglücken Vicky und Daniel mit dem Auto tödlich.

## Kritik
Die Kritiker der Fernsehzeitschrift TV Spielfilm geben den Daumen nach oben und meinen: „Spannender Trip in die Psyche einer Frau.“